# Parachaetodon
Parachaetodon – rodzaj morskich ryb z rodziny chetonikowatych. Hodowane w akwariach morskich.

## Występowanie
Ocean Spokojny i Ocean Indyjski

## Klasyfikacja
Gatunki zaliczane do tego rodzaju:
- Parachaetodon ocellatus